# Neatkarīgā Rīta Avīze
«Neatkarīgā Rīta Avīze» («Независимая утренняя газета») — ежедневная латвийская газета.
Тираж газеты — 24 тыс. экземпляров. Более известна как сетевое издание.
Позиционирует себя как преемницу закрытой в 1991 году газеты «Cīņa» («Борьба») — бывшего органа ЦК КПЛ. В 1990 году, отколовшаяся от КПЛ Латвийская независимая коммунистическая партия стала издавать газету «Neatkarīgā Cīņa» (с латыш. — «Независимая борьба»), которая затем получила название «Neatkarīgā Rīta Avīze», а «Cīņa», издававшаяся КПЛ, была запрещена судом осенью 1991 года, после запрета самой партии решением Верховного Совета.
В марте 2020 года объявлено, что последний номер бумажной газеты выйдет 30 апреля. Портал продолжит деятельность.